# Pardosa maculata
Pardosa maculata este o specie de păianjeni din genul Pardosa, familia Lycosidae, descrisă de Franganillo, 1931.
Este endemică în Cuba. Conform Catalogue of Life specia Pardosa maculata nu are subspecii cunoscute.